# Wilhelm Josef Becker
Wilhelm Josef Becker (* 8. Februar 1890 in Koblenz; † 2. Juli 1974 ebenda) war ein deutscher Lehrer, Journalist und Schriftsteller.

## Leben
Er war der Sohn des Oberbuchhalters Wilhelm Becker am Zivilkasino in Koblenz und dessen Ehefrau Josephine geborene Schmitz. Nach dem Besuch des Gymnasiums in Koblenz studierte Wilhelm Josef Becker an die Universitäten Bonn und Straßburg. Im Jahre 1915 promovierte er zum Dr. phil. an der Universität Gießen. Das Thema seiner Dissertation lautete Forschungen zum Theaterwesen von Koblenz im Rahmen der deutschen, namentlich der rheinischen Theater-Geschichte, über die Zeit bis zum Jahr 1815. Teil 1. Von den englischen Komödianten bis zur Tätigkeit der Böhmschen Gesellschaft einschließlich (1600–1805). Er unterrichtete am Kaiser-Wilhelm-Realgymnasium und Realschule in Koblenz und war nach 1945 als freischaffender Journalist und Schriftsteller tätig.
Bekannt wurde Becker durch Forschungen zur Literatur- und Theatergeschichte von Koblenz. Daneben betätigte sich Becker auch als Mundartschriftsteller.

## Schriften (Auswahl)
- Forschungen zum Theaterwesen von Koblenz im Rahmen der deutschen, namentlich der rheinischen Theater-Geschichte, über die Zeit bis zum Jahr 1815. Teil 1. Von den englischen Komödianten bis zur Tätigkeit der Böhmschen Gesellschaft einschließlich (1600–1805). Gießen, 1915.
- Gesammelte Beiträge zur Literatur- und Theatergeschichte von Coblenz. Krabben, Coblenz o. J. [1919].
- Zum Stammbaum der Familie Görres. In: Koblenzer Heimatblatt (Sonderbeilage des Koblenzer General-Anzeigers). 3 (1926), Nr. 16, S. 2 f.
- Görres als Hochschuldozent. In: Koblenzer Heimatblätter (Sonderbeilage des Koblenzer General-Anzeigers). 5 (1928), Nr. 5.
- Briefe aus dem Görres-Kreis. In: Koblenzer Heimatblatt (Sonderbeilage des Koblenzer General-Anzeigers). 6 (1929), Nr. 20.
- Josef Görres und Jean Paul. In: Jean-Paul Blätter 14. 1939, S. 15–17.